# WinHEC
WinHEC (Windows Hardware Engineering Conference) — назва щорічної конференції, яку Microsoft проводить для розробників апаратного та низькорівневого програмного забезпечення. На ній Microsoft обговорює свої плани по розвитку Microsoft Windows-сумісних комп'ютерів. Зазвичай на конференції виступають таких люди, як Білл Гейтс. Вона має цілий ряд спонсорів, включаючи Intel, AMD, ATI та ін.

## Аудиторія
За даними Microsoft, конференція WinHEC спрямована на:
- Інженерів — розробників обладнання, зацікавлених в розробці рішень для архітектури Windows.
- Системних програмістів та тестерів програмного забезпечення, які цікавляться Windows Driver Foundation та іншими архітектурами та інструментами для розробки драйверів.
- Керівників, які хочуть більше знати про досягнення в області технологій та бізнес-стратегій.